# Itqiy (Meteorit)
Koordinaten: 26° 35′ 27″ N, 12° 57′ 8″ W
Itqiy ist ein 1990 in der Westsahara gefundener Meteorit. Die Gesamtmasse von 4,72 Kilogramm verteilt sich auf zwei Bruchstücke von 0,41 Kilogramm und 4,31 Kilogramm. Er ist als Enstatit-Chondrit EH7 klassifiziert und gehört somit einer extrem raren Unterklasse von nur 2(!) Meteoriten weltweit an.
Der Fall von Itqiy wurde zwar angeblich beobachtet, trotzdem ist ein terrestrisches Alter mit Hilfe des Radionuklids 14C von 5.800 Jahren bestimmt worden. Für das Bestrahlungsalter wurden 30,1 Millionen Jahre gemessen.
Als Enstatit-Chondrit muss Itqiy unter reduzierenden, also sauerstoffarmen und hochmetamorphen Bedingungen entstanden sein. Er hat einen hohen Metallgehalt (~22 % vol).
Trotz dieser und weiterer Ähnlichkeiten gibt es auch Diskrepanzen zu den Enstatit-Chondriten. Die Zusammensetzung und die Textur zeigen Ähnlichkeiten zu den Lodraniten. Das deutet darauf hin, dass Itqiy von einem anderen Mutterkörper als die sonstigen Enstatit-Chondrite stammt.